# Gunnarns flygbas
Gunnarns flygbas (IATA: -, ICAO: ESPD) var åren 1943–2005 en militär flygbas (Fält 28) strax söder om Europaväg 12, cirka 5 km söder om småorten Gunnarn och 38 km sydväst om Storuman i Västerbottens län.

## Historik
Flygbasen påbörjades att anläggas 1941 och stod färdig 1943 och utökades åren 1991 och 1992 med nya bansystem. Flygbasen är utbyggd både till Bas 60 och senare Bas 90-systemen. Basen bestod av totalt fyra rullbanor. Bana 15/33 var flygbasens enda fasta, de övriga tre rullbanorna var så kallade vägbaser, placerade inom en radie av maximum 6 km i västlig, ostsydostlig och sydostlig riktning om huvudbanan. Flygbasen tillhörde från början Hälsinge flygflottilj, men övergick till Jämtlands flygflottilj i samband med att Hälsinge flygflottilj avvecklades 1998 genom försvarsbeslutet 1996. Genom försvarsbeslutet 2004 kom även Jämtlands flygflottilj att avvecklas och därmed avvecklades även Gunnarn som militär flygbas den 31 december 2005. I samband med avvecklingen beslutade Luftfartsstyrelsen att beteckningen på flygbasen skulle ändras till ESUD (ICAO-kod), då den kom att klassas som civil. Med det blev även flygplatsens nya namn Storumans flygplats. 
År 2006 köpte Storumans kommun flygbasen för 6,5 miljoner kronor. I köpet ingick fem fastigheter med ett 50-tal militära byggnader på ett område om 776 hektar. År 2013 påbörjades en sanering och återställning av naturen runt basen. Två av de tre kortbanorna revs upp och marken återlämnades till ägarna, då ett arrende skrevs med markägarna när flygbasen byggdes, vilket reglerade att marken skulle återställas om verksamheten upphörde.
År 2023 sålde Storumans kommun tillbaka flygplatsen till Fortifikationsverket. En oberoende värdering av fastigheterna låg till grund för köpesumman, som sattes till 18 miljoner kronor. Värderingen menade på att det är fråga om mycket skog och många byggnader, samt den varmhållning och omskötsel av byggnaderna kommunen stått för tiden efter den reguljära flygverksamheten lades ned. Fortifikationsverket köpte flygplatsen för Försvarsmakten. Efter att Fortifikationsverket rustat upp basen ska den lämnas över till Försvarsmakten för att förvaltas av Norrbottens flygflottilj.